# فرد بيكر (عالم رخويات)
فرد بيكر (بالإنجليزية: Fred Baker) هو عالم رخويات ‏ أمريكي، ولد في 20 يناير 1854 في نورواك في الولايات المتحدة، وتوفي في 16 مايو 1938.